# Kalaharijska kotlina
Kalaharijska kotlina ali Kalaharijska depresija je veliko nižinsko območje, ki zajema več kot 2,5 milijona km² in pokriva večino Bocvane, del Namibije, Južno Afriko, Angolo, Zambijo in Zimbabve. Velika puščava Kalahari je izjemen fizični pojav v kotlini, ki zaseda njen osrednji del. Glavno mesto Namibije, Windhoek, je v Kalaharijski kotlini.
Trajna rečna bifurkacija prelivnega kanala Selinda (ali reke Magweggana) na reki Cuando (v Bocvani Chobe) povezuje Kalaharijsko kotlino s kotlino Zambezija.

## Splošne značilnosti porečja
Reka Okavango je glavni tok v porečju. Nastane s sotočjem rek Cubango in Cuito, ki izvirata na planoti Bié v osrednji Angoli in tečeta proti jugovzhodu. Cubango se tik nad sotočjem s Cuito združi z reko Omatako, ki teče proti severovzhodu od svojega izvira v regiji Damaraland v osrednji Namibiji. Okavango se nadaljuje skozi namibijski Caprivijev pas v Bocvano, kjer se razcepi na številne rokave in tvori Okavangovo delto, veliko notranjo delto, ki postane sezonsko poplavljeno travišče. Po delti Okavango vode porečja vstopijo v območje močnega izhlapevanja, ki je že znotraj depresije puščave Kalahari.
Na najnižjih točkah porečja leži vrsta solin, vključno s ponorom Nwako južno od delte Okavango in obsežnim ponorom Makgadikgadi jugovzhodno od delte. Ob visokem pretoku se Okavango prek rokavov Xudum in Nhabe izliva v porečje Nwako, da napolni jezero Ngami, slano jezero, ter v jezero Xau in zahodni konec slane kotanje Makgadikgadi prek rokava Boteti. Jez Mopipi [ceb] je bil zgrajen na reki Boteti, da bi oskrboval z vodo diamantni rudnik Orapa.
Preliv Selinda, znan tudi kot Magweqana, Magwekwana ali Magweggana, je rokav, ki povezuje Okavangovo delto z reko Cuando, pritokom Zambezija. V obdobjih zelo visokega vodostaja v Okavangu voda teče proti vzhodu proti sistemu Cuando-Linyanti. Nazadnje se je to zgodilo avgusta 2009 po 30 letih suše. V obdobjih visokega vodostaja v Kwandu lahko voda teče proti zahodu iz Cuanda proti Okavangovi delti, vendar pogosto izhlapi, preden doseže delto.
Drugi potoki v porečju vključujejo Eiseb, občasni potok, ki izvira v namibijskem Herrerolandu in teče proti vzhodu v Okavangovo delto, ter reko Nata, ki izvira v zahodnem Zimbabveju in se izliva v vzhodni konec porečja Makgadikgadi.

## Ekologija
Kljub izsušenosti je v kotlini veliko različnih živalskih in rastlinskih vrst na tleh, na kalaharijskem pesku. Avtohtona drevesa so akacije, afriška cvetoča drevesa Guibourtia coleosperma ter veliko zelišč in trav. Nekatera območja so sezonska mokrišča, na primer slana kotanja Makgadikgadi v Bocvani. To območje ima številne halofilne vrste in v deževnem obdobju tisoči plamencev obiščejo soline.

## Upravljanje vodnih virov
Izviri voda Okavangove delte v Angoli in Namibiji ostajajo nedotaknjeni ker ni gorvodnih jezov ali večjega odvzema vode, tri obvodne države pa so v okviru Stalne komisije za vodne vire porečja reke Okavango (OKACOM) vzpostavile protokol za trajnostno upravljanje celotnega rečnega sistema.